# Eugène Chartier
Pour les articles homonymes, voir Chartier.
Eugène Chartier, né en 1893 à Montréal et mort le 1er novembre 1963 à  Beaconsfield au Québec, est un  violoniste, altiste, chef d'orchestre et professeur de musique québécois.

## Biographie
Eugène Chartier a étudié le violon avec Alfred De Sève et Oscar Martel. Il a joué second violon avec le Quatuor à cordes Dubois de 1915 à 1920, et l'alto avec le Quatuor à cordes Chamberland 1920 à 1925. Il a également joué de l'alto dans divers orchestres canadiens. 
En 1922, il fonde l'orchestre du Conservatoire national de Montréal, qui est devenu l'Orchestre philharmonique de Montréal, en donnant des concerts à l'Hôtel Mont-Royal. 
En 1925, il a commencé à enseigner au Conservatoire national de Montréal. Il a également enseigné dans les collèges québécois de Terrebonne et de Berthier ainsi qu'au couvent de Sainte-Émilie de Viauville. 
En 1932, Il a été nommé directeur de la musique du régiment de Maisonneuve. Il est devenu un des membres fondateurs de la Société de musique de chambre Euterpe en 1933. Il a dirigé l'Orchestre de la CMS et certains de ses performances ont été diffusés sur le réseau de Radio-Canada. 
En 1937, il dirigea la Symphonie héroïque de Beethoven joué par l'Orchestre des Concerts symphoniques. 
En 1942, il a dirigé la première de l'opéra-comique Père des amours de Eugène Lapierrein.